# Jeremy Hellickson
Jeremy Robert Hellickson (ur. 8 kwietnia 1987) – amerykański baseballista występujący na pozycji miotacza.

## Przebieg kariery
Hellickson został wybrany w 2005 w czwartej rundzie draftu przez Tampa Bay Rays i początkowo występował w klubach farmerskich tego zespołu, między innymi w Durham Bulls, reprezentującym poziom Triple-A. W Major League Baseball zadebiutował 2 sierpnia 2010 w meczu przeciwko Minnesota Twins, w którym zaliczył pierwsze w karierze zwycięstwo.
W sezonie 2011 spośród debiutantów miał między innymi najlepszy wskaźnik ERA (2,95), rozegrał najwięcej innigów (189) oraz zaliczył 13 zwycięstw (2. wynik) i został nagrodzony Rookie of the Year Award w American League. 15 sierpnia 2012 zaliczył przegraną w meczu, w którym Félix Hernández rozegrał perfect game. W sezonie 2012 otrzymał Złotą Rękawicę spośród miotaczy.
W listopadzie 2014 w ramach wymiany zawodników przeszedł do Arizona Diamondbacks, zaś rok później do Philadelphia Phillies. W lipcu 2017 został zawodnikiem Baltimore Orioles. W marcu 2018 podpisał kontrakt jako wolny agent z Washington Nationals.

## Nagrody i wyróżnienia
| Nagroda/wyróżnienie         | Lata | Źródło |
| Gold Glove Award            | 2012 | [ 6 ]  |
| AL Rookie of the Year Award | 2011 | [ 4 ]  |